# Південно-Андійський степ
Південно-Андійський степ — екорегіон гірські луки та чагарники, що розташований на межі Чилі і Аргентини у високогір'ях Південних Анд.

## Розташування
Екорегіон знаходиться у горах на висотах 3500 — 5000 м Н. Р.М на півночі й 1800 — 3000 м на півдні. Вищеисоти знаходяться вічні сніги, льодовики і льодовикові поля. Нижче, екорегіони — Чилійський Маторраль і Вальдивійські помірні дощові ліси на заході і у аргентинську пустелю Монте на сході. На півночі переходить у Центрально-Андійську суху пуну, а на півдні у Патагонський степ

## Клімат
Цей екорегіон має холодний пустельний клімат, згідно класифікації Кеппена має позначення BWK. Опади випадають головним чином взимку.

## Флора
Рослини цього екорегіону адаптовані до її холодного, сухого і вітряного клімату. Багато рослин є ендеміками.
Екозона має поділ, по висоті над рівнем моря. Від 2000 до 2700 м, ростуть великорослі чагарники, на кшталт Chuquiraga oppositifolia і Nassauvia axillaris. На висотах 2700 — 3300 м, ростуть невеликі чагарники, чагарникові трави, і рослини-подушки. До них належать Azorella madreporica, Laretia acaulis і Stipa. На висотах до 3900 м, ростуть невеликі різнотрав'я, розеткові трави, і трави, видів Nassauvia lagascae, Oxalis erythrorhiza, Nassauvia pinnigera і Moschopsis leyboldii
На сході екозони видовий склад трохи різниться. На висотах, 1900—2700 метрів, ростуть Stipa, Adesmia, Mulinum, Nassauvia й Chuquiraga. на 2700 — 3300 м, чагарники і трави Oxalis, Junellia, Adesmia, Laretia і Azorella. На висотах, 3300 — 4500 м, ростуть Senecio, Nassauvia, Chaetanthera, Draba, Barneoudia, Leucheria, й Moschopsis.

## Фауна
Великі тварини представлені Puma concolor, Lycalopex culpaeus, Vicugna vicugna й Lama guanicoe.

## Природоохоронні території
- Національний парк Невадо-Трес-Крусес
- Природна святиня Йєрба-Лока
- Національний заповідник Ріо-Чарильо
- Природний пам'ятник Ель-Морадо
- Національний заповідник Ріо-де-Лос-Сипресес
- Національний парк Лагуна-дель-Лаха
- Національний парк Сан-Гільєрмо
- Національний парк Ель-Леонсіто